# Ginetta Cars
Ginetta Cars — британский производитель гоночных и спортивных автомобилей со штаб-квартирой в Гарфорте, Лидс, Уэст-Йоркшир.

## История

### XX век
Компания Ginetta была основана в 1958 году четырьмя братьями Уолклетт (Боб, Айвор, Треверс и Дуглас) в Вудбридже, графство Саффолк. Их первая модель, Fairlight, имеет кузов из стекловолокна по цене 49 фунтов стерлингов для установки на шасси Ford мощностью 6,0 или 7,5 кВт (8,0 или 10,1 л. с.; 8,2 или 10,2 л. с.). Серийно Fairlight не выпускался.
У каждого из четырёх братьев Уолклетт были свои области знаний: Боб был управляющим директором, Дуглас был инженером-механиком и также занимался электромонтажными работами, Айвор был дизайнером, а Треверс был стилистом, тесно сотрудничая с Айвором.
В 1962 году компания переехала в Уитхэм, графство Эссекс, а в период с 1972 по 1974 год компания работала в более просторных помещениях на улице Баллингдон, примыкающей к железнодорожному мосту Садбери, графство Саффолк, прежде чем вернуться в Уитхэм. В 1988 году братьям Уолклетт понадобилось более просторное помещение, поэтому компания переехала в Сканторп, где они могли расширяться. 7 ноября 1989 года Уолклетты продали Ginetta международной группе энтузиастов, базирующейся в Шеффиле и управляемой управляющим директором Мартином Фаффом. На момент продажи Ginetta находилась в сильном финансовом положении, и Уоклетты ушли на пенсию.
Под руководством Phaff компания продолжила производство Ginetta G20 и Ginetta G33. Именно в этот период для компании наступили смутные времена.

### XXI век
В конце 2005 года компания Ginetta была приобретена LNT Automotive — компанией, управляемой автогонщиком, инженером и бизнесменом Лоуренсом Томлинсоном. Его цели совпадали с целями основателей — производить инновационные, способные и недорогие спортивные автомобили.
В середине 2007 года компания Ginetta переехала на завод недалеко от Лидса, поставив перед собой цель продавать 200 автомобилей в год. Сам Томлинсон написал базовую спецификацию для Ginetta G50, которая ознаменовала 50-летие производства Ginetta и стала успешным автомобилем GT4.
В марте 2010 года компания Ginetta приобрела производителя спортивных автомобилей Farbio из Сомерсета и переименовала свой автомобиль в Ginetta F400. В марте 2011 года была выпущена модель G55, которая участвовала в Michelin Ginetta GT Supercup и была построена в соответствии с правилами класса GT3. В октябре 2011 года была выпущена модель G60 — двухдверный спортивный автомобиль со средним расположением двигателя, разработанный на основе F400 и оснащённый 3,7-литровым двигателем V6 от Ford.
В 2017 году компания Ginetta приобрела тестовую трассу Блайтон Парк недалеко от Гейнсборо, Линкольншир, в качестве испытательной трассы для разработки дорожных и гоночных моделей.
В 2021 году в производство была запущена модель Ginetta G56.

## Модельный ряд

### G2
G2 — кит-кар, состоявший из шасси с трубчатой рамой для комплектующих Ford и алюминиевого кузова. Было выпущено около 100 экземпляров.

### G3 и G4

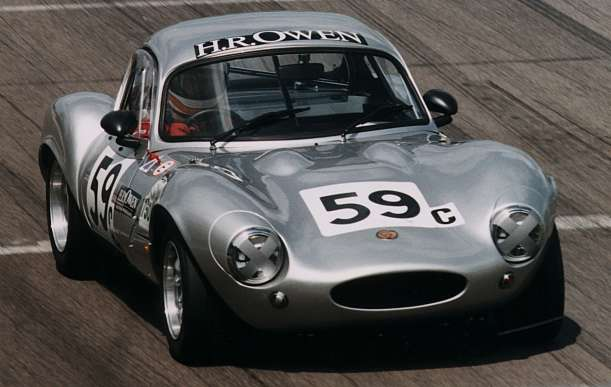
1964—1968 Ginetta G4R

G3 был представлен в 1959 году, а в 1961 году за ним последовал G4.
В G4 применялся двигатель Ford 105E. Кузов автомобиля состоит из стекловолокна. 
В 1963 году был представлен вариант купе вместе с кабриолетом. На дорожных испытаниях G4 развивает максимальную скорость 190 км/ч с двигателем объёмом 1500 см3. С появлением Series III были добавлены выдвижные фары.
Производство было остановлено в 1968 году. К 1969 году было выпущено более 500 единиц с различными двигателями Ford.

### G4 Series IV
G4 был вновь представлен в 1981 году как G4 Series IV с новым шасси. Он выпускался до 1984 года. Всего было выпущено около 35 экземпляров. Series IV оснащался четырёхцилиндровым двигателем Ford объёмом 1599 см3.

### G10, G11 и G12

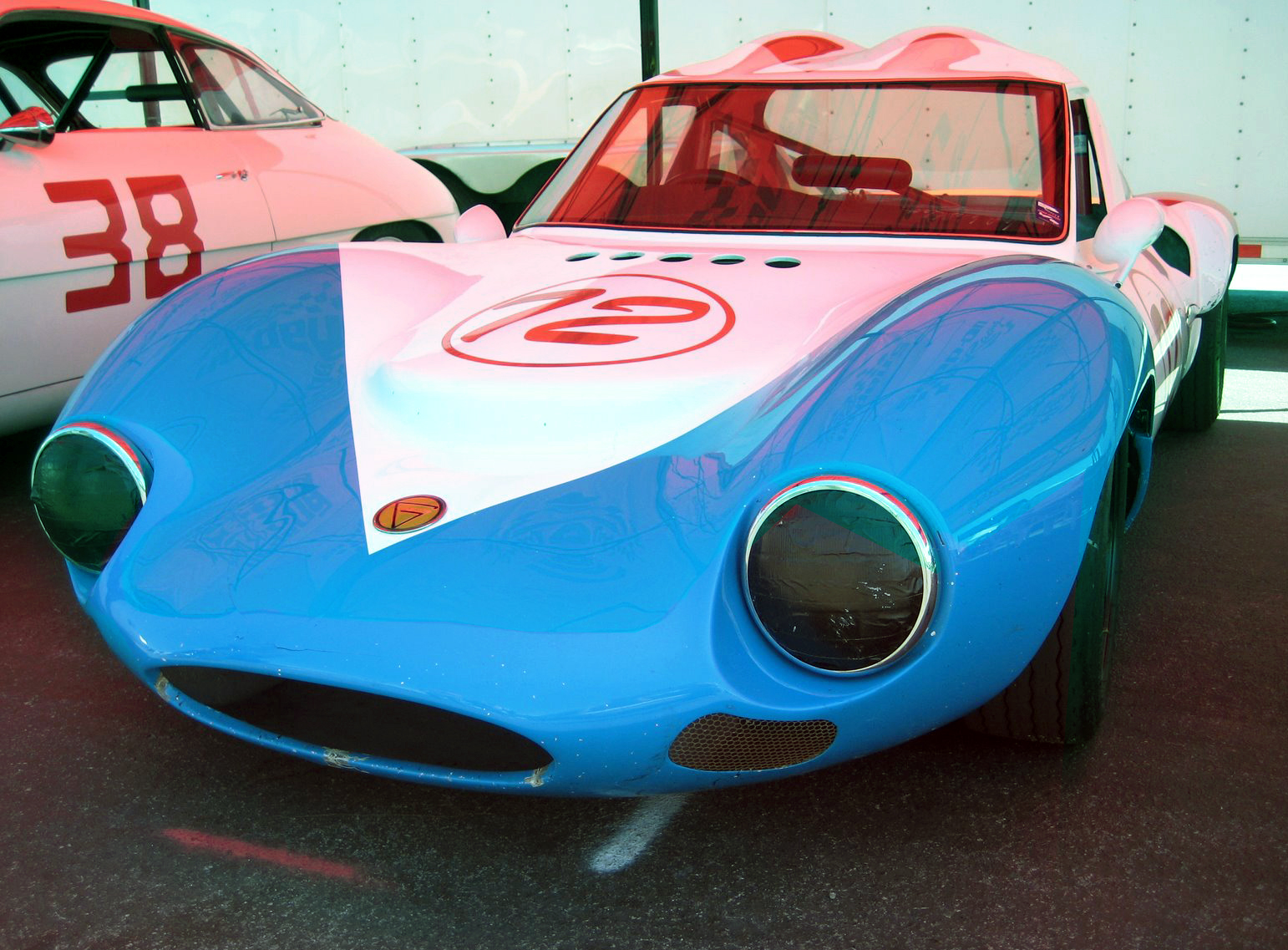
1965 Ginetta G12

Представленный в 1965 году на автосалоне Racing, Ginetta G10 должен был стать более мощным гоночным автомобилем, чем его предшественники. Масса автомобиля составляет около 900 кг. Автомобиль оснащён двигателем V8 объёмом 4,7 л (289 кубических дюймов) от Ford Mustang. Чуть позже были представлены G11 и G12.

### G15

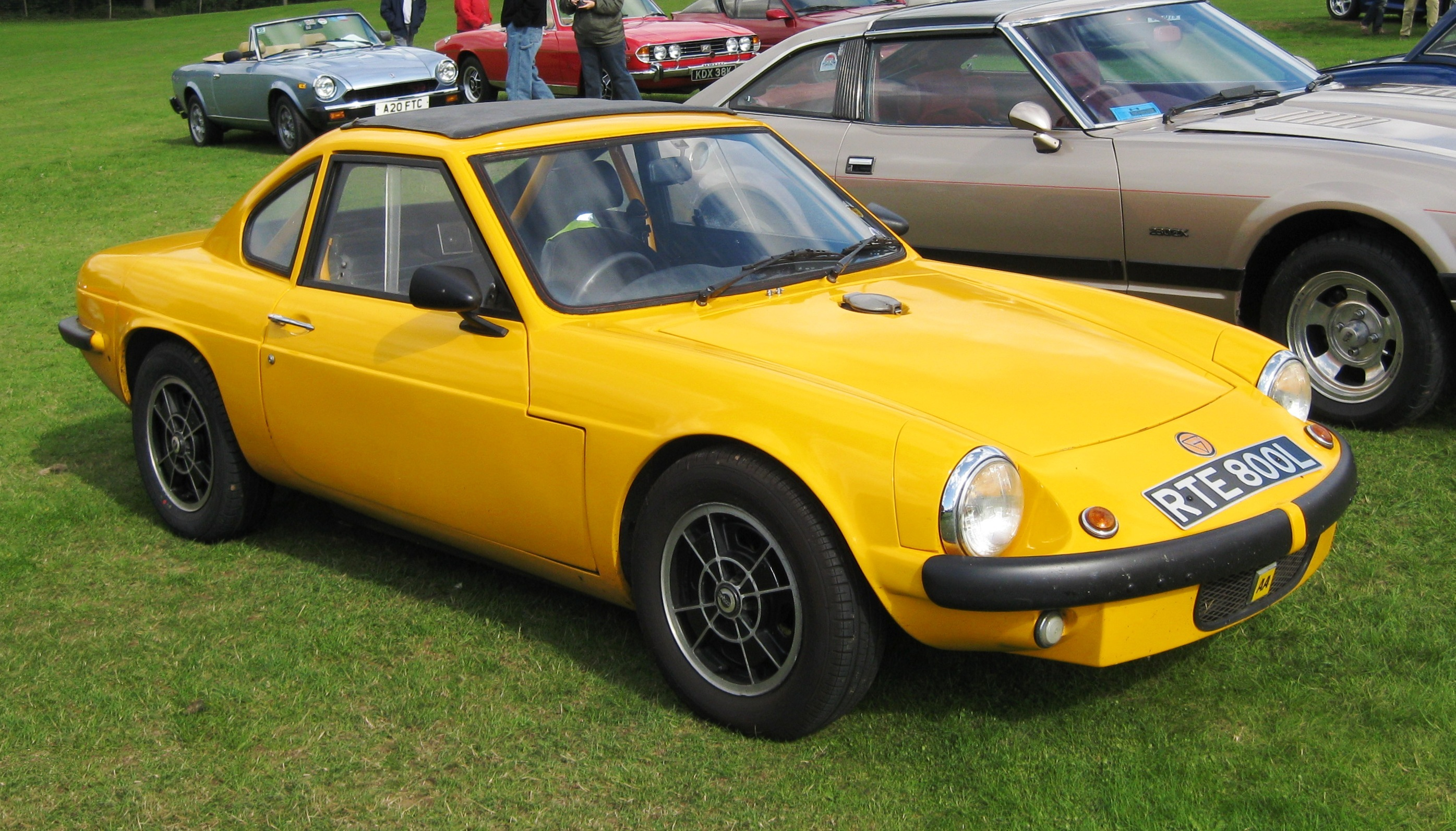
1969 Ginetta G15

### G21

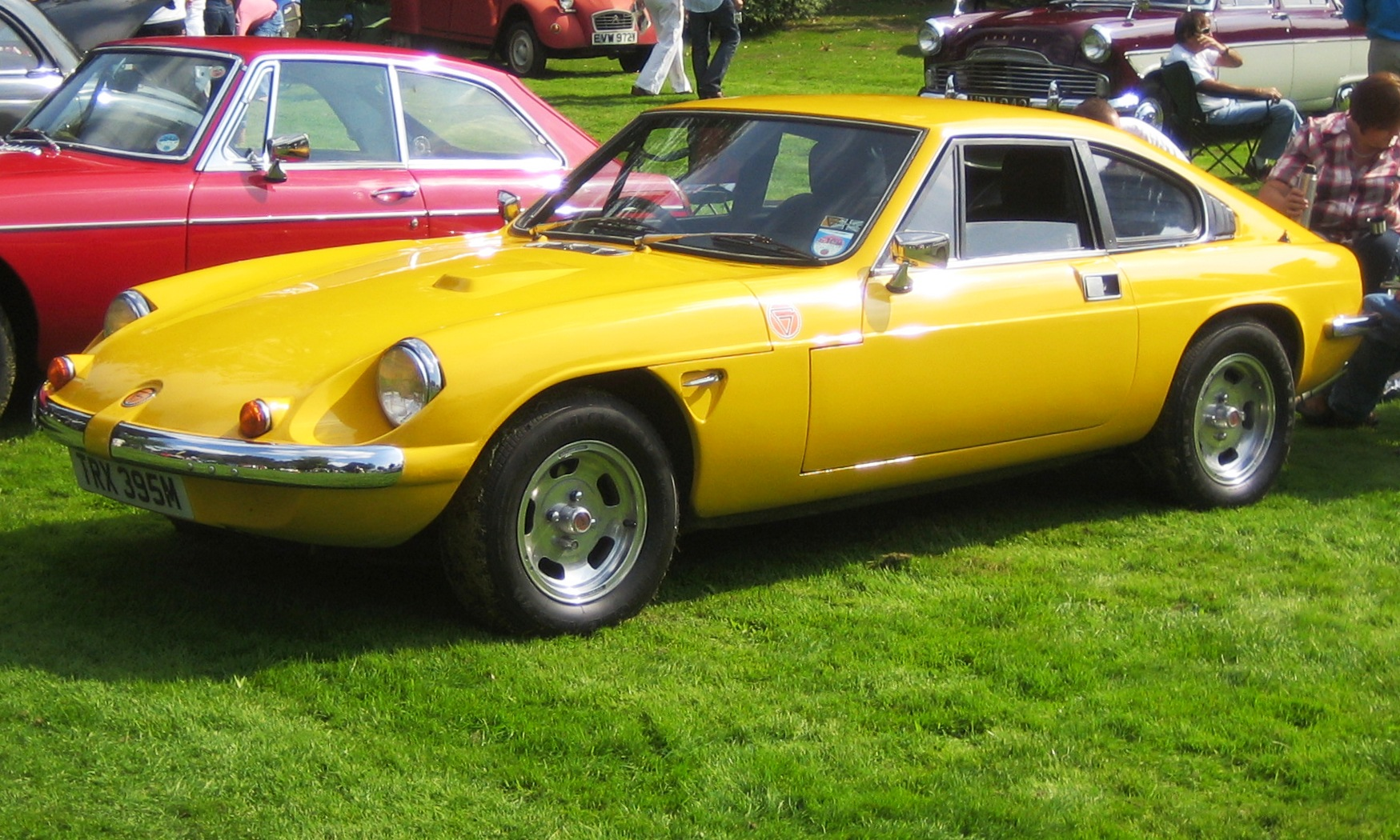
1974 Ginetta G21

В 1970 году G15 был заменён G21. Он оснащался четырёхцилиндровым двигателем объёмом 1,75 литра производства Rootes Group, либо же 3,0-литровым двигателем Ford Essex V6. К 1974 году было выпущено 80 автомобилей. Планировалось производство G23 и G24, однако оно не было осуществлено.

### G19 и G20

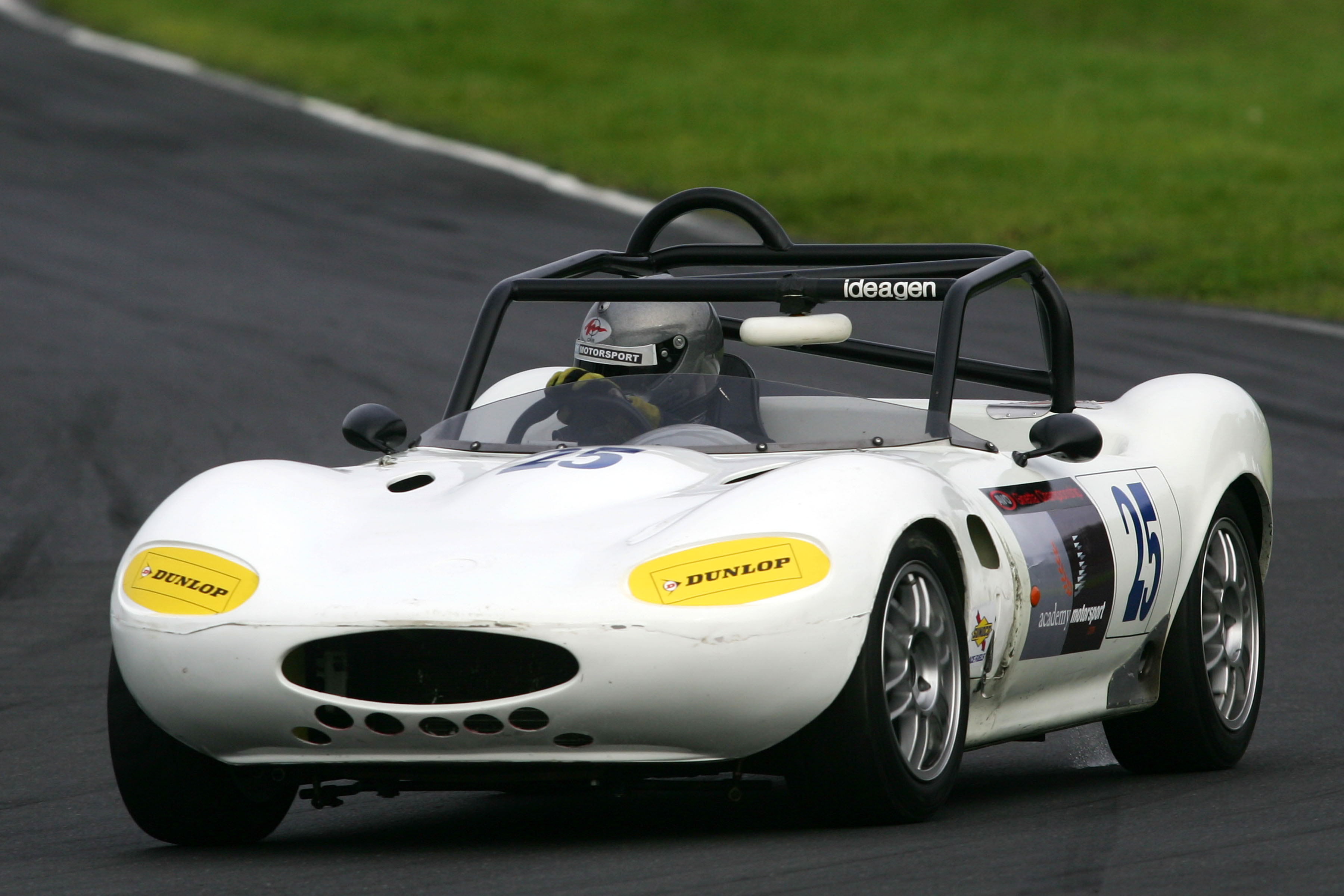
2005 Ginetta G20

Ginetta G19 является единственным одноместным гоночным автомобилем Формулы-3, выпущенным компанией Ginetta Cars.

### GRS Tora
Ginetta GRS Tora был представлен в июле 1989 года на автосалоне в Ньюарке. В отличие от предыдущих моделей, автомобиль выпускался в кузове четырёхдверный универсал на основе Ford Cortina.

### G26, G28, G30 и G31
После реорганизации компания переехала в Сканторп и в 1980-х годах снова начала выпускать кит-кары, начиная с G27, а затем G26, G28, G30 и G31, причём во всех автомобилях использовались запчасти Ford. G26 стал первой моделью, появившейся на рынке в 1984 году. В моделях G26 и G31 применялись откидные фары; G26 и G30 были купе с кузовом фастбэк, в то время как G28 и G31 имели выемчатый профиль. Код G29 был присвоен одноразовому гоночному автомобилю для участия в гоночной серии Thundersports.

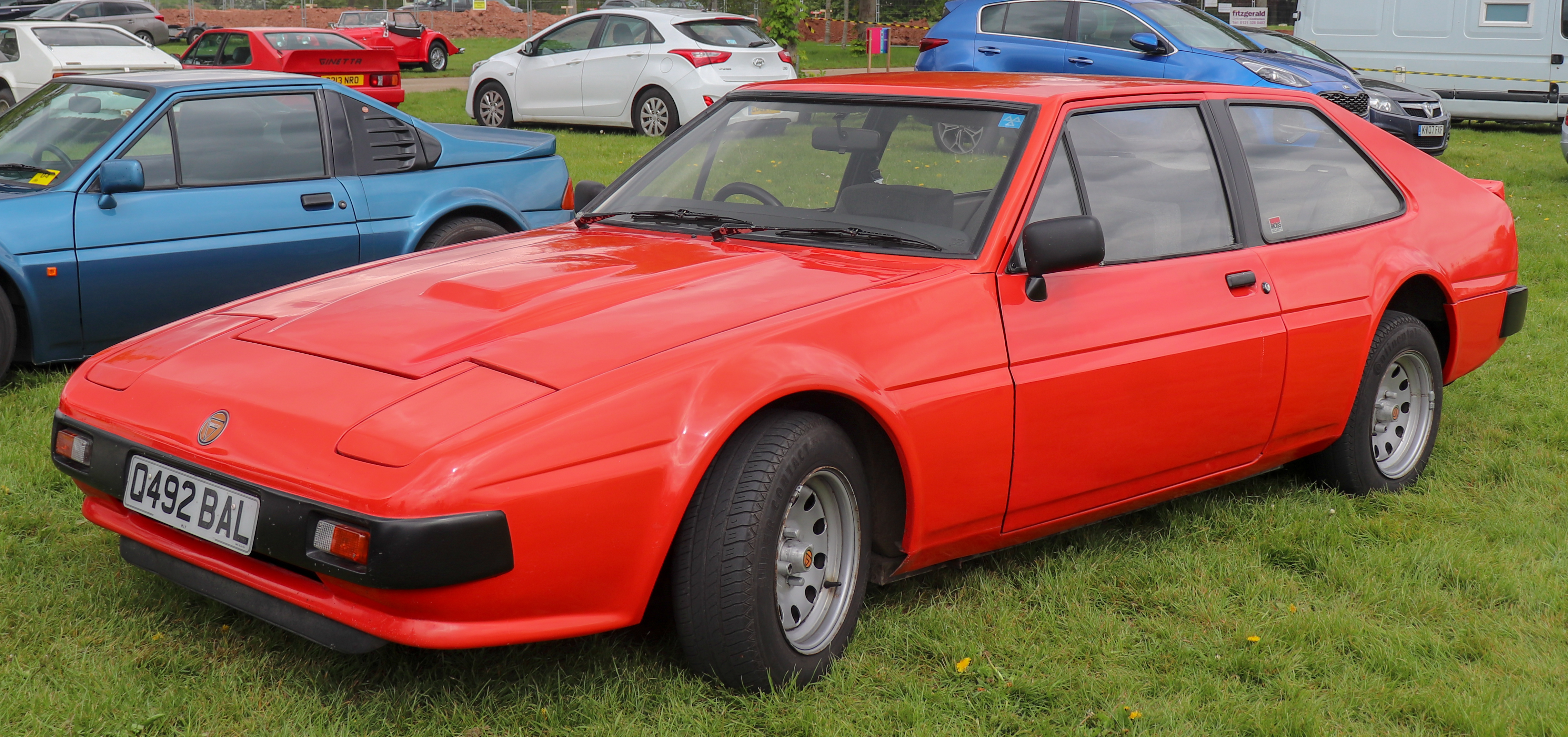
Ginetta G26
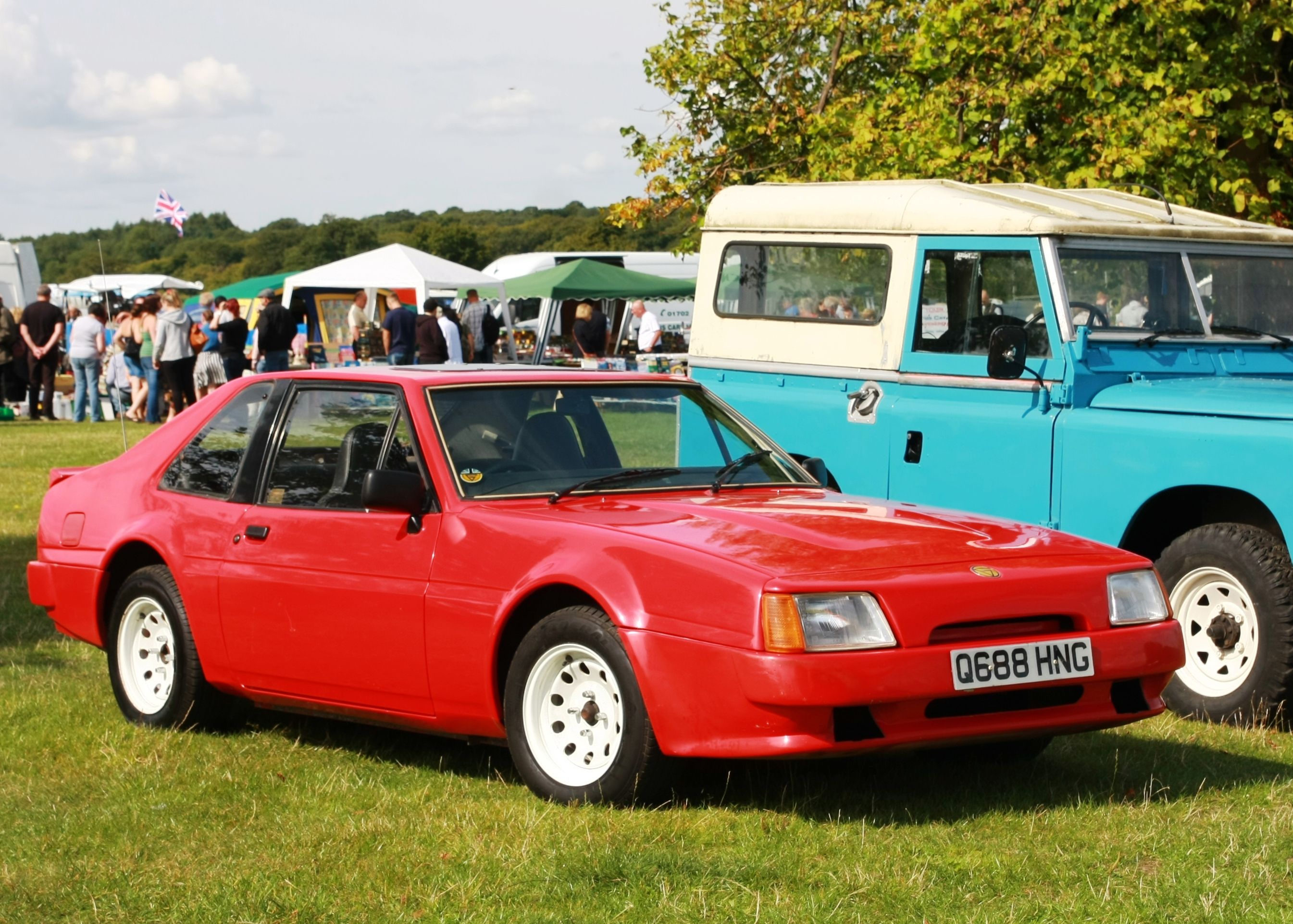
1987 Ginetta G28
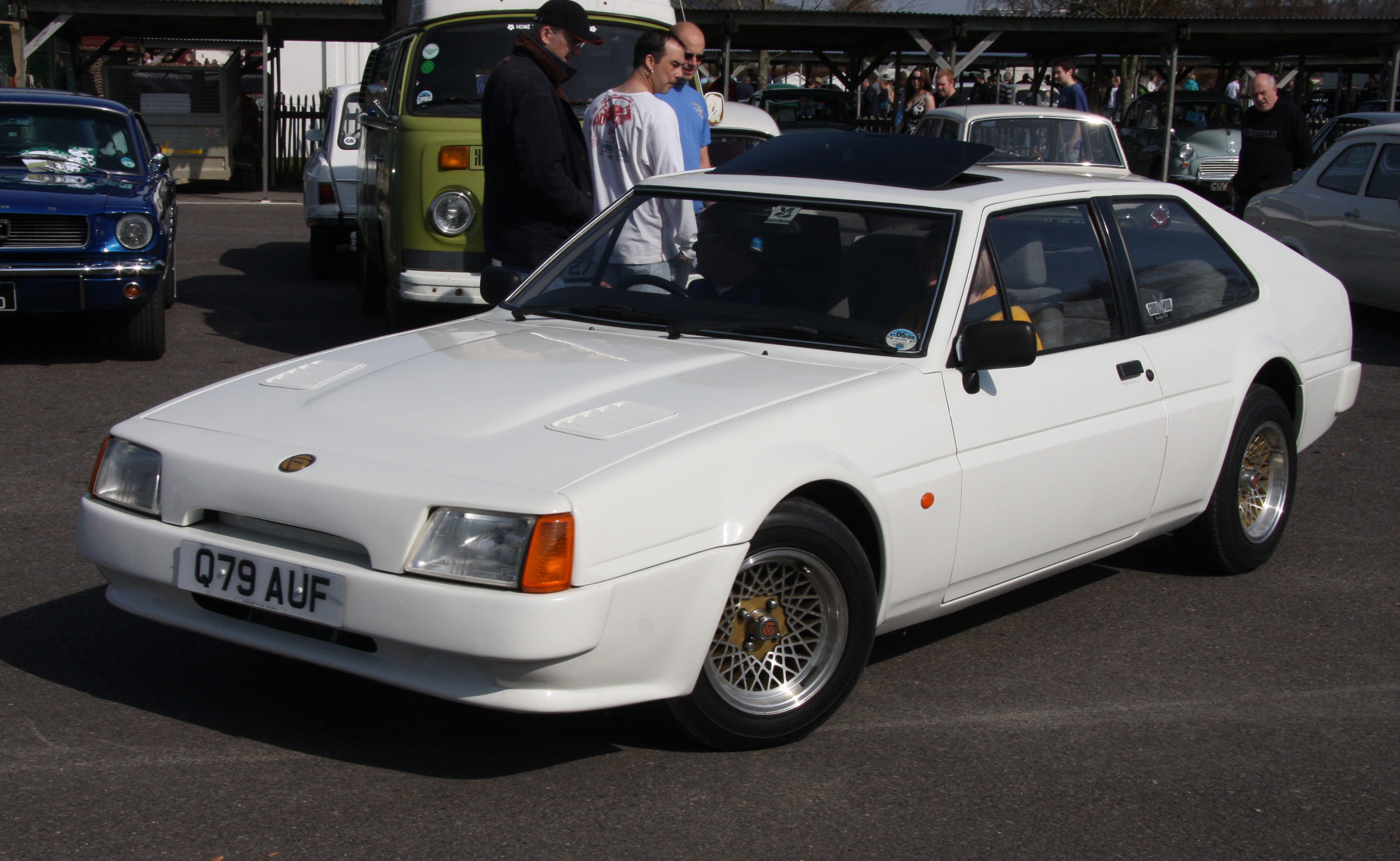
1988 Ginetta G30

### G27

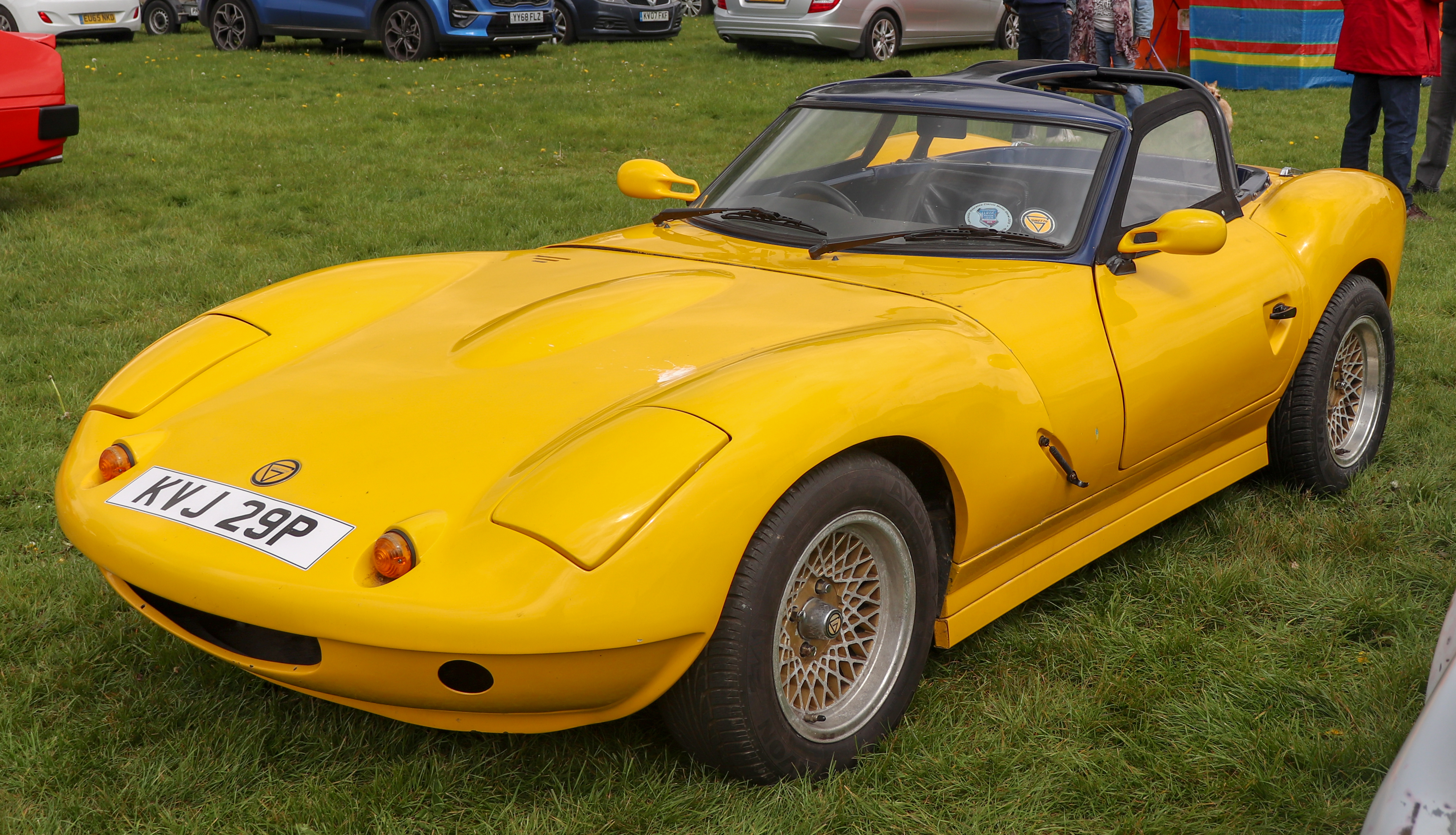
Ginetta G27

G27, который был представлен в ноябре 1985 года, являлся двухместным спортивным автомобилем, созданным на основе модели G4.

### G32 и G33
Было решено вернуться к производству полноценных автомобилей со среднемоторной компоновкой. G32 с четырёхцилиндровым двигателем объёмом 1,6 или 1,9 литра на выбор выпускался в кузовах купе или кабриолет, в то время как G33, оснащён 3,9-литровым двигателем Rover V8, способным развивать максимальную скорость 233 км/ч. Время разгона от 0 до 97 км/ч (0—60 миль в час) составляет 5 секунд. В 1990 году купе G32 стоило 13700 фунтов стерлингов (что эквивалентно 39 331 фунту стерлингов в 2023 году), кабриолет — 14600 фунтов стерлингов (что эквивалентно 41914 фунтам стерлингов в 2023 году), а G33 — 17800 фунтов стерлингов (что эквивалентно 51101 фунту стерлингов в 2023 году). Модель G33 была развитием модели G27, которая сама по себе была производной от модели G4.

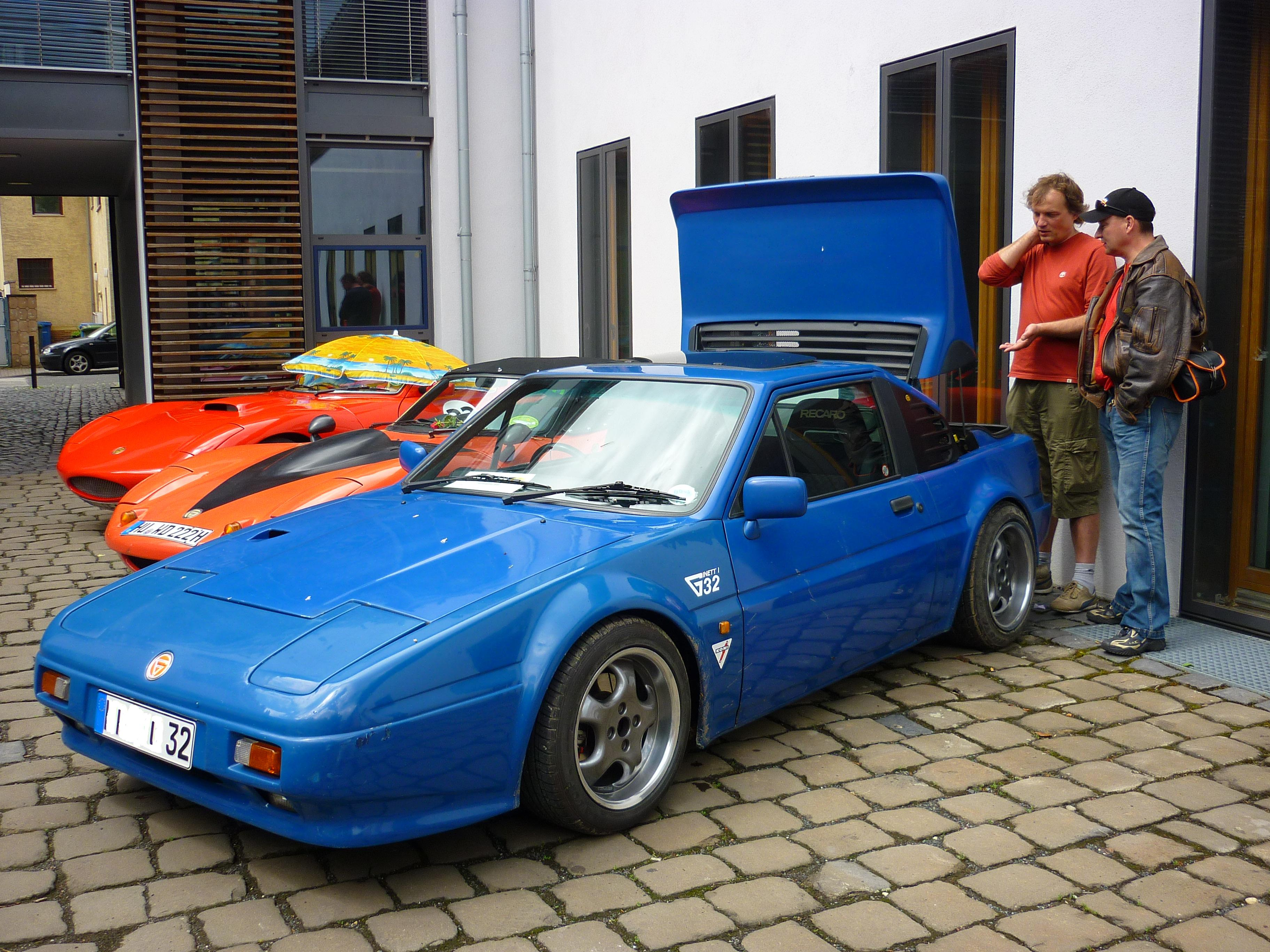
Ginetta G32
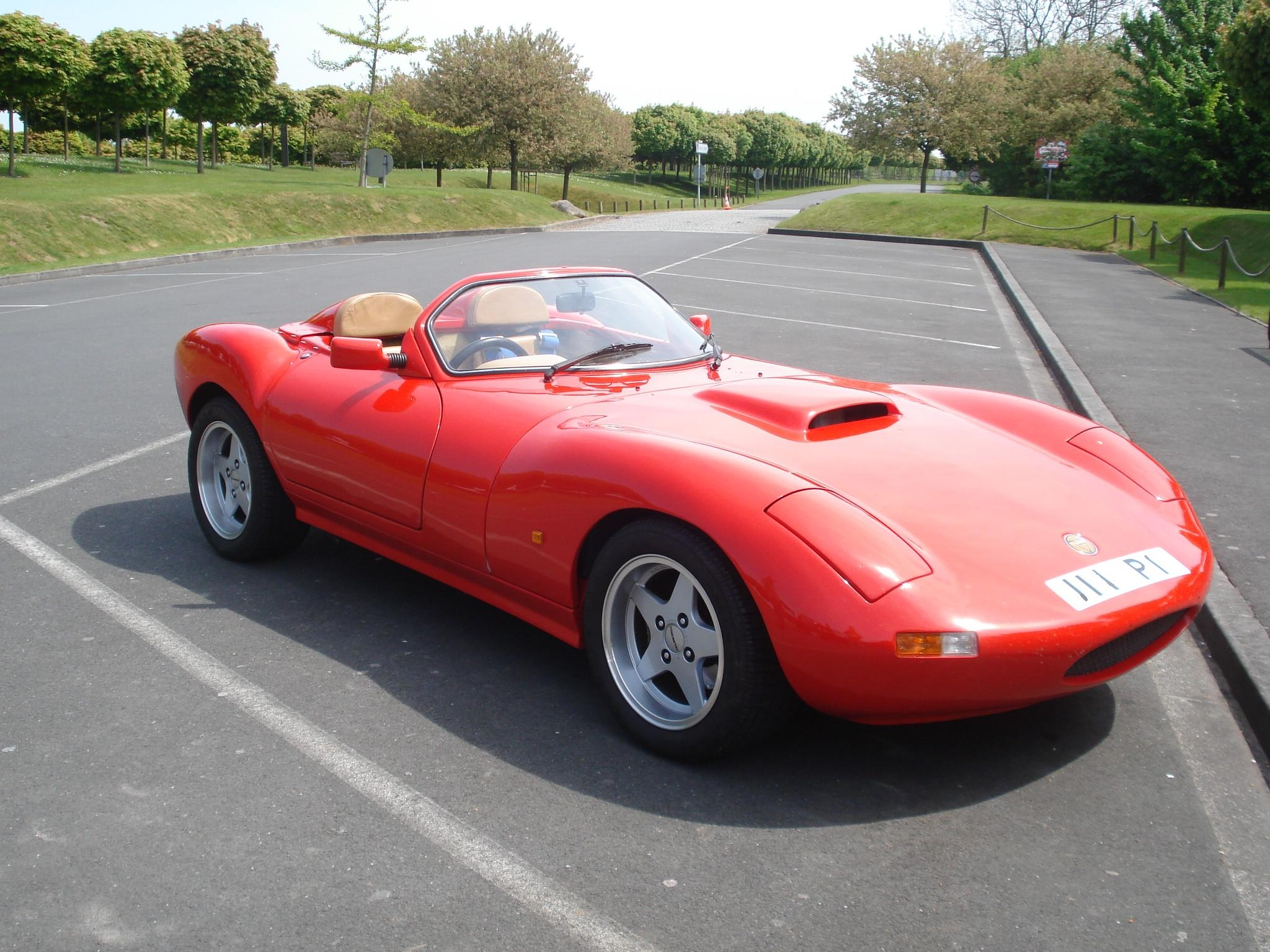
1992 Ginetta G33

### G50

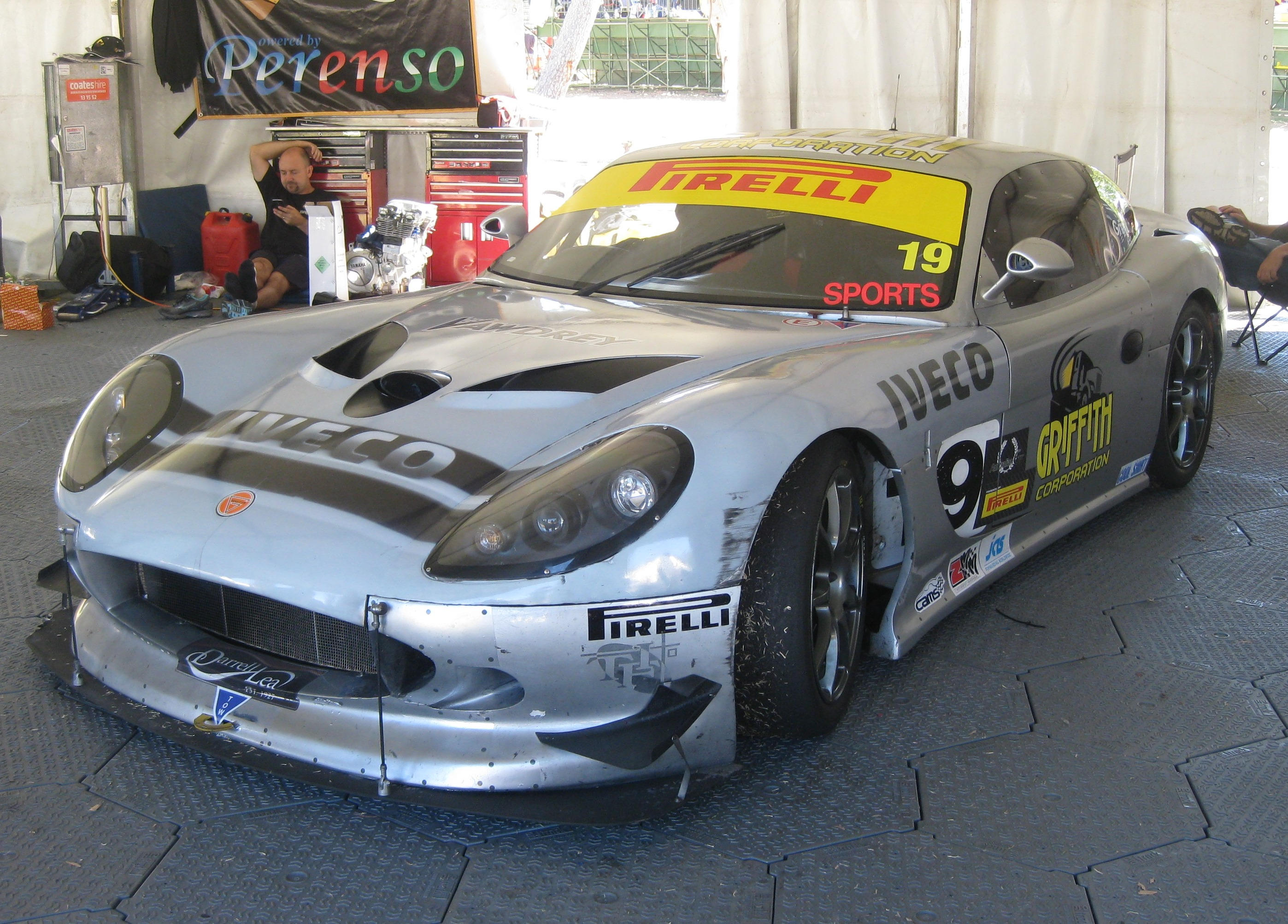
Ginetta G50 GT4

### G60

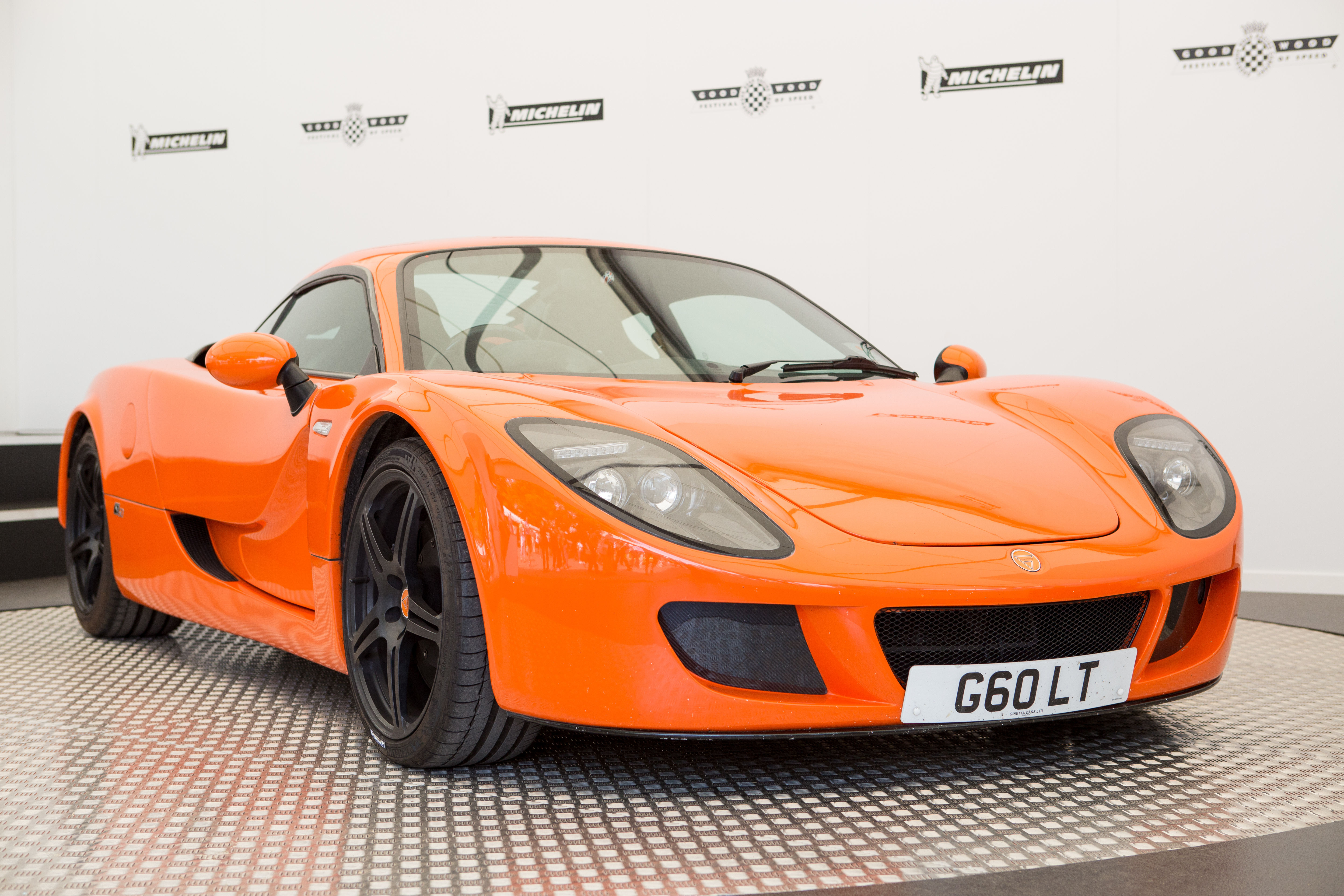
Ginetta G60

### G40

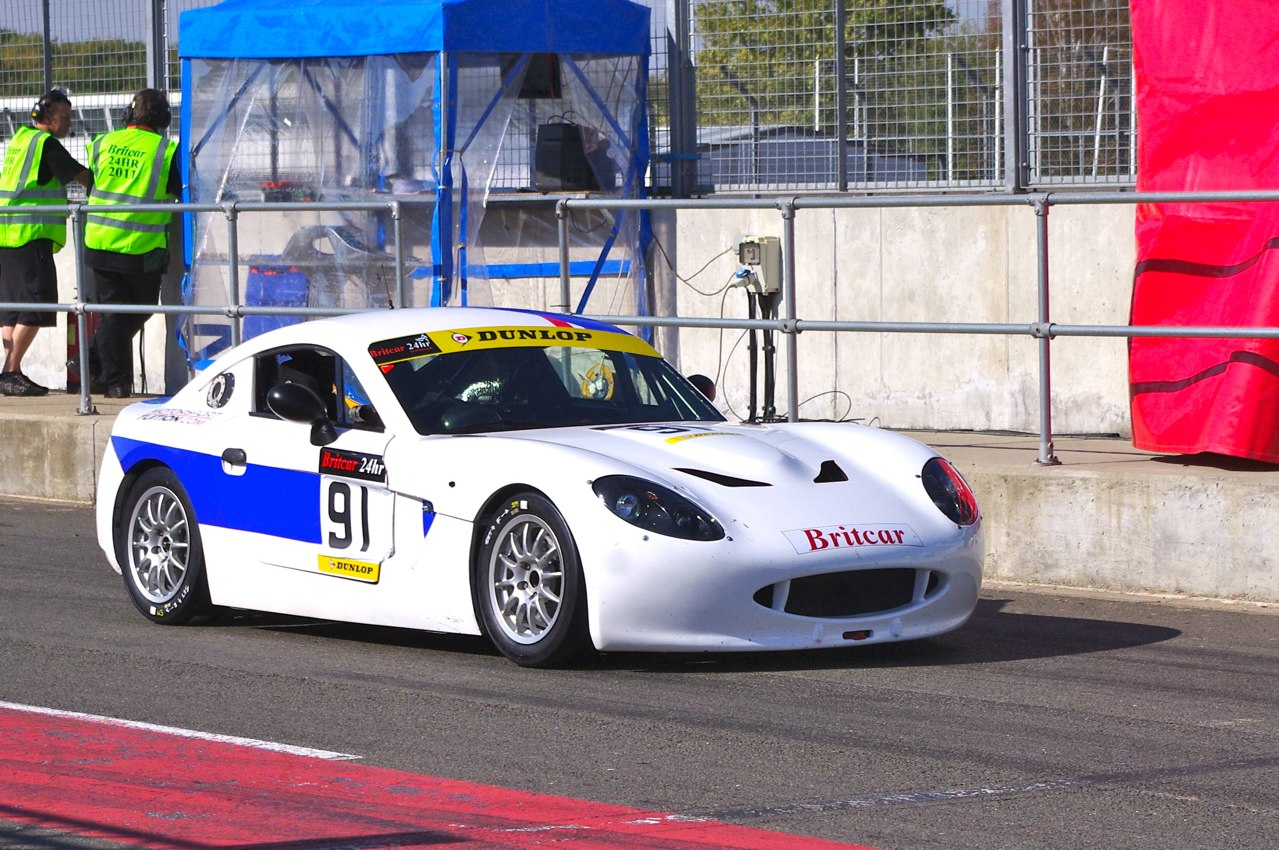
Ginetta G40

### G55

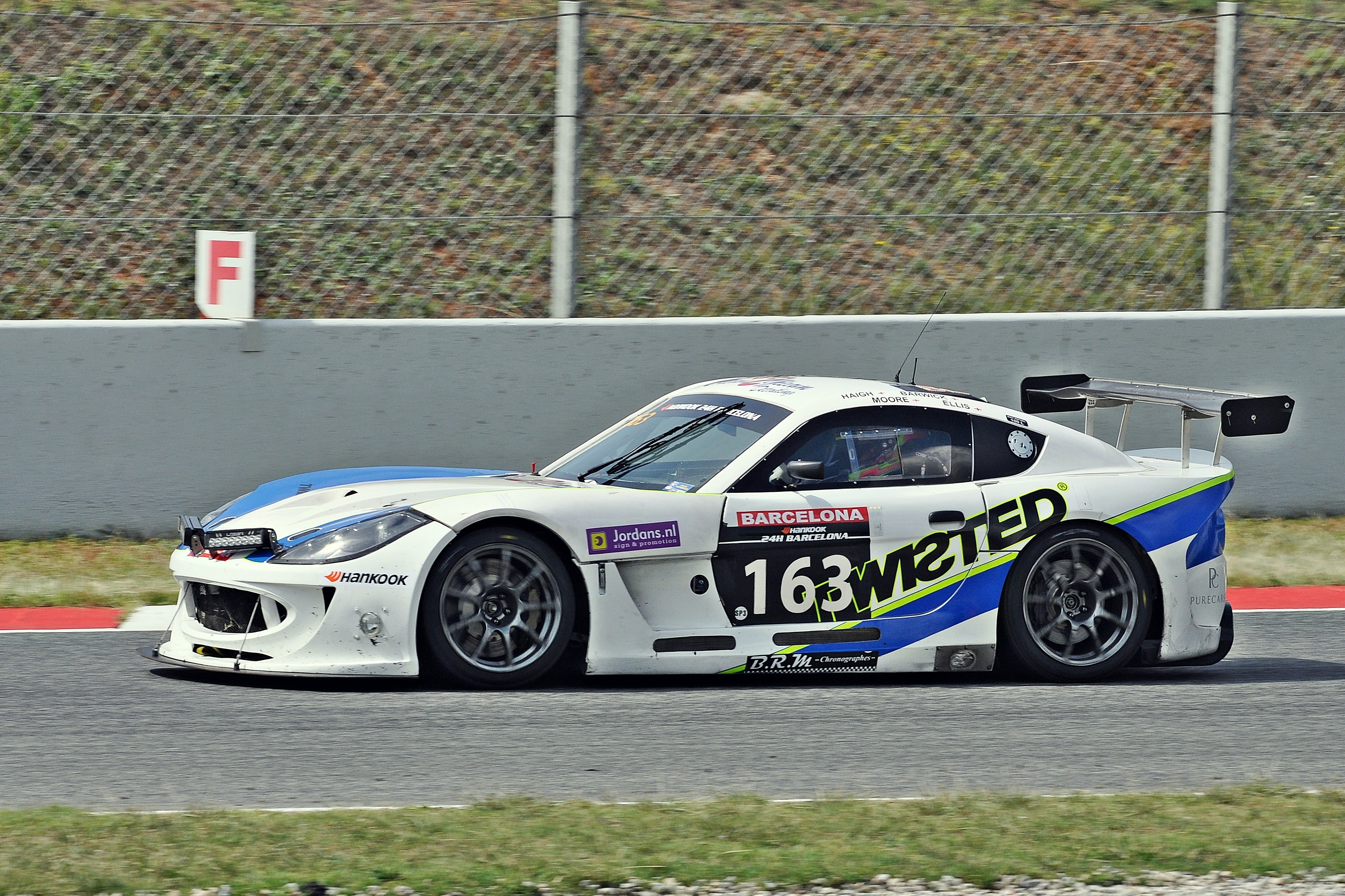
Ginetta G55

### Akula

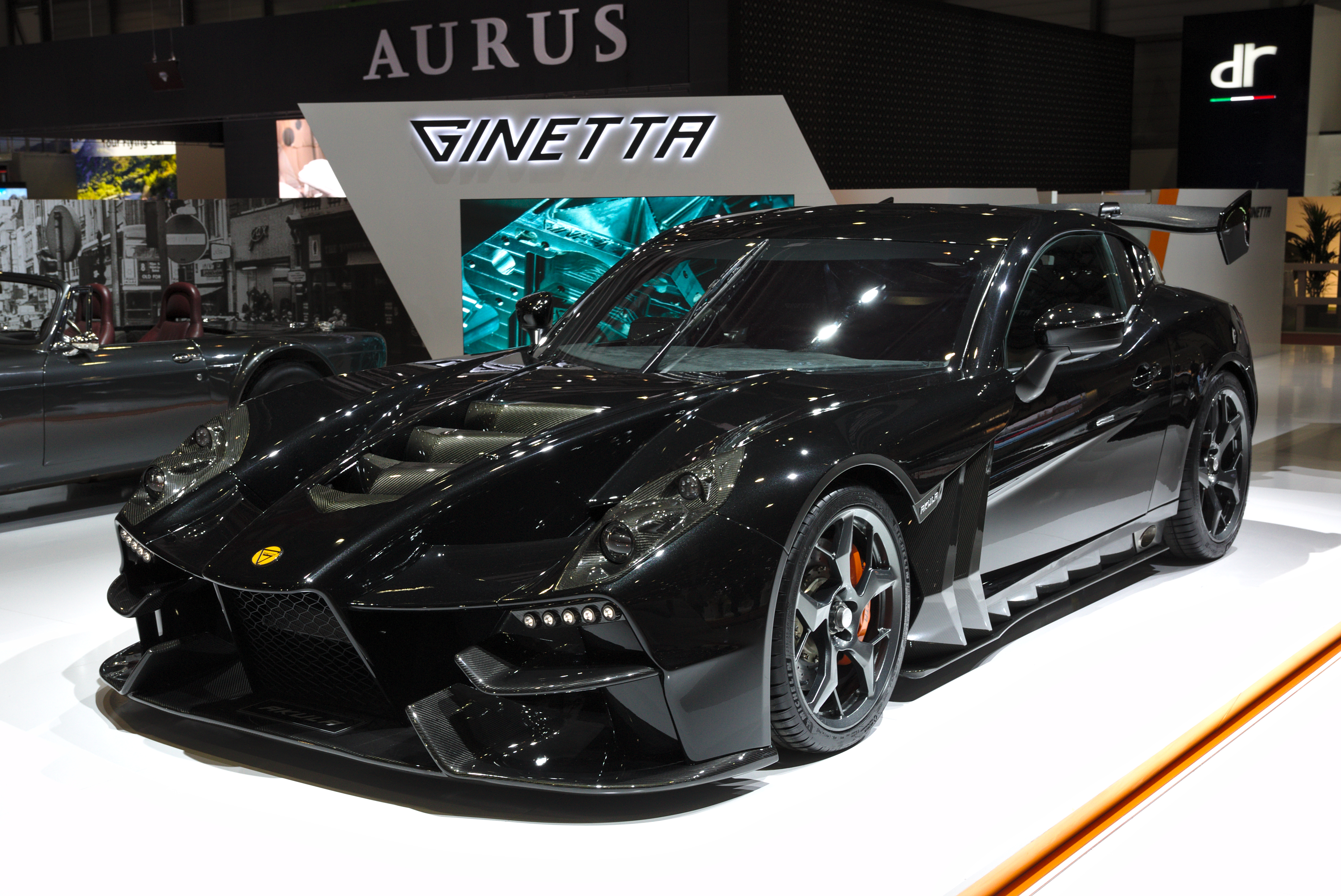
Ginetta Akula

Суперкар Ginetta Akula был представлен 5 марта 2019 года на Женевском автосалоне. Он оснащён 6,0-литровым двигателем OHV V8 мощностью 447 кВт (599 л. с.).

### G60-LT-P1

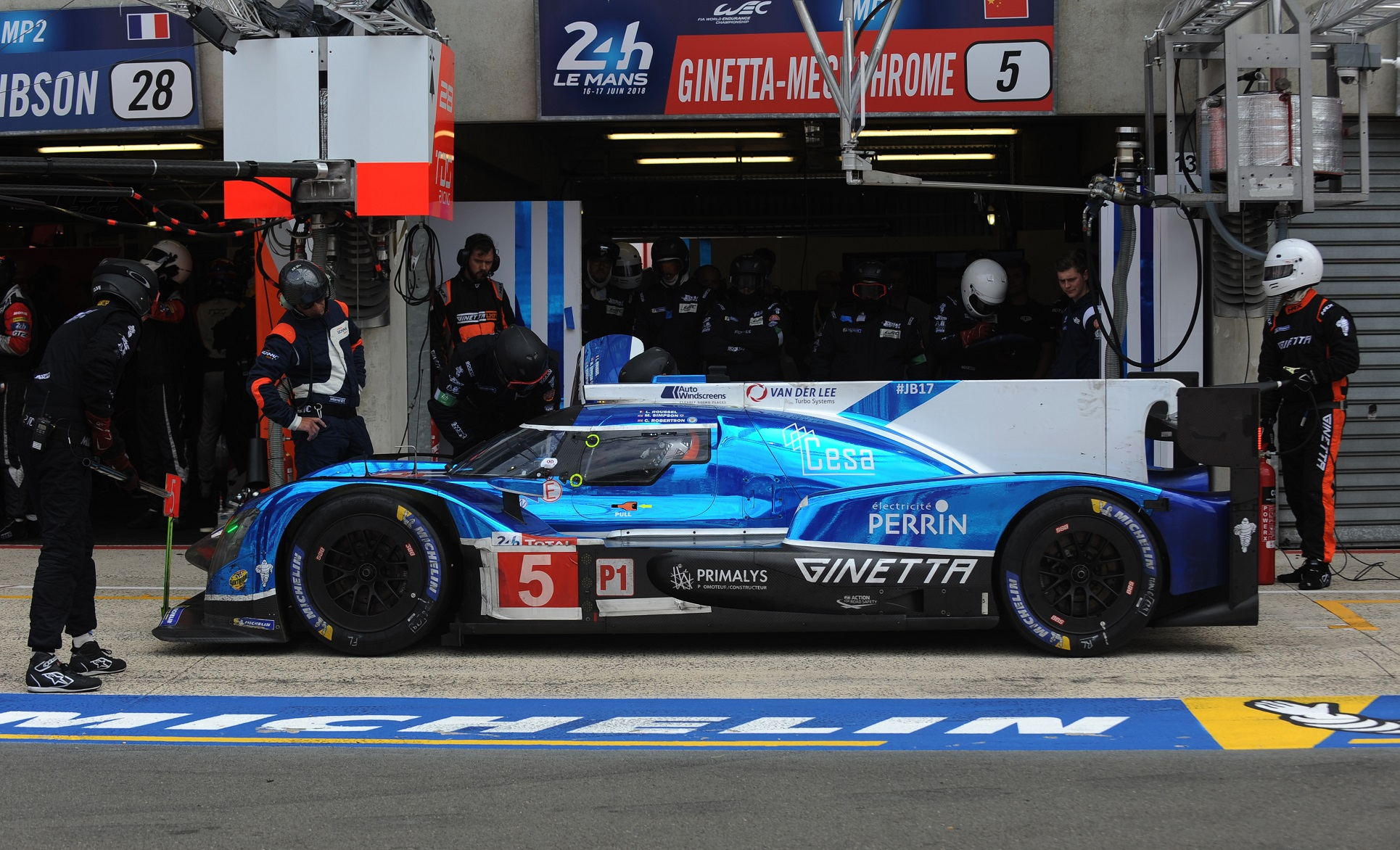
Ginetta G60-LT-P1